# Ger (dynastia chasydzka)

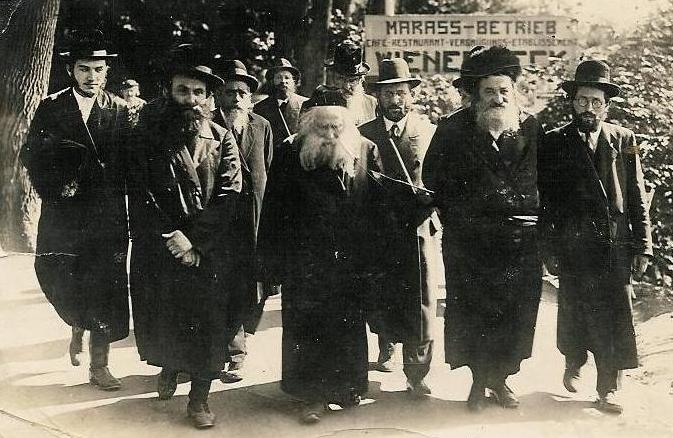
Cadyk Abraham Mordechaj Alter

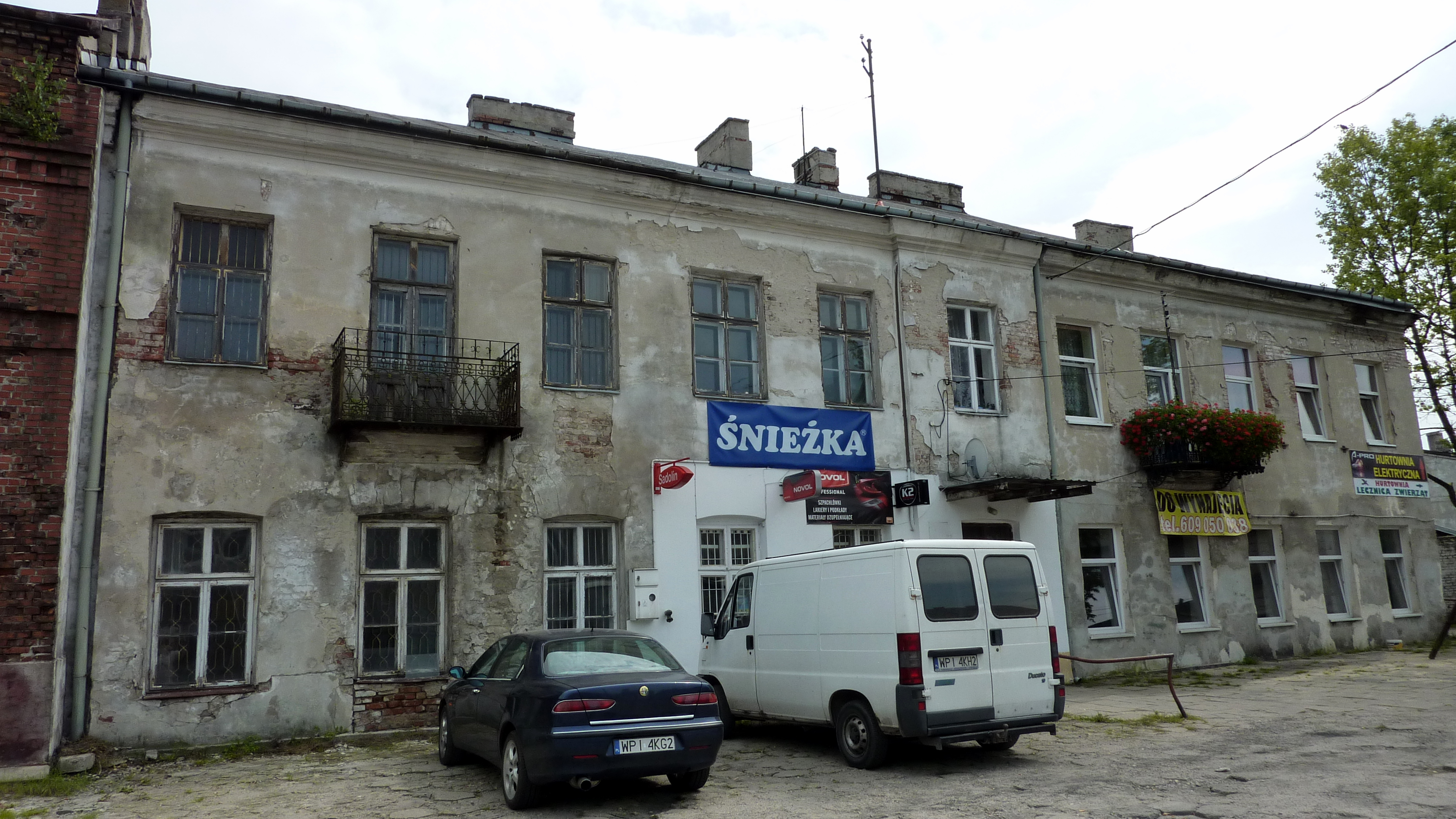
Dwór Cadyka w Górze Kalwarii

Ger – chasydzka dynastia wywodząca się z Góry Kalwarii (jid. גער Ger). Na początku XIX wieku został uchylony zakaz osiedlania się Żydów w Kalwarii, którzy w krótkim czasie stali się największą grupą wyznaniową w mieście. Góra Kalwaria stała się wtedy jednym z ważniejszych w Polsce centrów chasydyzmu (działał tu m.in. cadyk Icchak Meir Alter).

## Cadycy
1. Pierwszy Rebe – Wielki Rabin Icchak Meir Alter (1798–1866), znany również jako Chidushei Harim. Założyciel dynastii chasydzkiej Ger w Górze Kalwarii w 1859 roku.
2. Drugi Rebe – Wielki Rabin Henoch Henich Kohen Lewin (1798–1870), z Aleksandrowa Łódzkiego. Swoją posługę pełnił od 1866 do 1870 roku, czyli aż do śmierci.
3. Trzeci Rebe – Wielki Rabin Juda Arie Leib Alter (1847–1905), znany również jako Sfas Emes. Swoją posługę pełnił od 1870 do 1905 roku, czyli aż do śmierci.
4. Czwarty Rebe – Wielki Rabin Abraham Mordechaj Alter (1866–1948), znany również jako Imrei Emes. Swoją posługę pełnił od 1905 do 1948 roku, czyli aż do śmierci. Był ostatnim cadykiem Ger mieszkającym w Górze Kalwarii (do 1940 r.).
5. Piąty Rebe – Wielki Rabin Israel Alter (1895–1977), syn Abrahama Mordechaja Altera, zwany był również Beis Yisrael. Swoją posługę pełnił od 1948 do 1977 roku, czyli aż do śmierci.
6. Szósty Rebe – Wielki Rabin Simcha Bunem Alter (1898–1992), syn Abrahama Mordechaja Altera, zwany był również Lev Simcha. Swoją posługę pełnił od 1977 do 1992 roku, czyli aż do śmierci.
7. Siódmy Rebe – Wielki Rabin Pinchas Menachem Alter (1926–1996), syn Abrahama Mordechaja Altera, zwany był również Pnei Menachem. Swoją posługę pełnił od 1992 do 1996 roku, czyli aż do śmierci.
8. Ósmy Rebe – Wielki Rabin Jacob Arie Alter (ur. 1939), syn Simchy Bunema Altera. Swoją posługę pełni od 1996 roku.